# Sanedrí
El Sanedrí (en hebreu: סנהדרין) del grec συνέδριον o synedrion, és a dir "assemblea asseguda" o "consell") era una assemblea formada per vint-i-tres representants i jutges de la llei jueva de qualsevol ciutat d'Israel.
El Gran Sanedrí era la cort suprema amb la missió d'administrar justícia interpretant i aplicant la Torà, tant oral com escrita, fonamentalment en la ciutat de Jerusalem. Alhora representava al poble jueu davant de les autoritats romanes. Estava format per setanta-un membres sota la presidència d'un gran sacerdot anomenat Nasí (Príncep), que de vegades era el mateix Summe Sacerdot d'Israel, i la vicepresidència de l'Av Beit Din o pare del tribunal. S'estructurava en tres càmeres de vint-i-tres representants cadascuna, integrats per la noblesa sacerdotal, ancians de les principals famílies, mestres i doctors de la Llei, que juntament amb els dos dirigents, sumen els setanta-un membres que es reunien cada dia, a excepció de les festes jueves i el Sàbat.

## Orígens i etimologies
Segons la tradició jueva el nom de sanedrí, en comptes de venir del grec, podria ser una combinació de dos mots hebreus: sin, l'arrel del mot "Sinaí", la muntanya sagrada on Moisès rebé la Torà, i la segona, hadrin, és a dir "glorificació", per expressar el paper de la glorificació divina per part de la cort suprema. Tanmateix se'ls ha anomenat de diferents maneres, com "consell d'ancians" (guerusia) al segon llibre dels Macabeus (1, 10); "gran consell" (concilium) a la Vulgata i fins i tot el Talmud en parla a vegades com "tribunal dels asmoneus o macabeus", tot i que habitualment usa el terme de sanedrí. Malgrat ser noms equivalents és el de sanedrí el més popular històricament, ja que l'usen la Bíblia dels Setanta, l'historiador jueu Flavi Josep i determinats escrits rabínics del Talmud.
Aquesta mateixa tradició remunta a l'època de Moisès el naixement del Sanedrí quan Jahvè li ordenà que pugés al Mont Sinaí per rebre els preceptes de la Llei: Puja cap a mi, el Senyor, amb Aaron, Nadab i Abihú, i setanta ancians d'Israel, i adoreu-me des de lluny (Èxode 24, 1). Poc després Moisès s'hi queixà per haver de carregar ell tot sol amb el pes del poble d'Israel, i Jahvè li diu: Reuneix-me setanta homes dels ancians d'Israel que tinguis realment com a ancians i capdavanters del poble; porta'ls a la tenda del trobament i que es quedin allí amb tu. Jo baixaré i parlaré amb tu, i els infondré una part de l'esperit que tu tens. (Nombres 11, 16-17).
Abans de morir, Moisès imposà les mans a Josuè com a successor seu en la guia del poble d'Israel i el presentà al sacerdot Eleazar i a la resta de la comunitat, i a partir d'aquí és on segons la tradició comença el Sanedrí, amb setanta ancians que junt amb Moisès fan els setanta-un membres. A més la composició en tres grups representatius de l'alta societat: sacerdots, ancians i mestres de la llei jueva ja la trobem també a 2 Cròniques 19, 8: A Jerusalem, Josafat també va designar-hi alguns levites, sacerdots i caps de llinatge perquè jutgessin tal com mana el Senyor i perquè resolguessin els plets dels habitants de Jerusalem.
Segons el teòleg Jacques Basnage a Histoire des Juifs, depuis Jesus-Christ jusqu' a present, la presidència del Sanedrí pertanyia per dret al Summe Sacerdot, però tal com afirmà Maimònides no sempre el presidia ell, sinó que el president era el més digne i el més savi, com en temps de Moisès que el presidí ell i no el sacerdot Aaron i després d'ell el mateix Josuè.
La constitució del Sanedrí com a tal es va establir l'any 191 aC i es va abolir poc després de la destrucció del Segon Temple al 70. Fou reemplaçat pel Beth Din o "casa de justícia" i traslladat a Javnè, petita ciutat al centre d'Israel. D'aquí s'anà traslladant a diferents ciutats, fins a l'any 429 en el qual Teodosi II destitueix al Summe Sacerdot Gamaliel VI per facilitar la cristianització de la zona. Malgrat que la tradició jueva ho considera com una continuïtat del Sanedrí, era essencialment diferent, ja que les seves decisions només tenien autoritat moral i religiosa.

## Funcions del Sanedrí
La cort asmonea, presidida per Alexandre Janeu el Rei de Judea, ja estava fortament hel·lenitzada amb la presència de ministres, cortesans, buròcrates i un consell d'ancians que agafà el nom de Sanedrí. La composició i funcions d'aquest primer Sanedrí no estan gaire clares, però sembla que era o bé una assemblea de savis i sacerdots, o bé una institució política que tenia les atribucions pròpies d'un parlament, ja que exercia el poder legislatiu, el judicial i l'executiu. Alhora exercia també de cort suprema envers els aspectes religiosos fixant la doctrina religiosa i el calendari litúrgic.
Amb l'arribada de l'Imperi Romà, Judea va quedar relegada a una província romana i el ius gladii, és a dir la pena de mort, quedava reservada a la justícia romana, però el Sanedrí tenia les atribucions d'excomunicar empresonar i flagelar. La pèrdua del dret a exercir la pena capital suposà un fort cop a les aspiracions d'independència de la nació jueva.

## El Sanedrí en el cristianisme
En el Talmud de Jerusalem (Tractat del Sanedrí, 24) hi trobem: Uns quaranta anys abans de la destrucció del Temple de Jerusalem, li fou arrabassat als jueus el dret a dictar sentència capital. Tot i el reconeixement de no poder exercir el dret a la condemna de mort, en algunes ocasions el Sanedrí executà presos infringint així les lleis romanes. L'historiador jueu Flavi Josep, així en dona testimoni:
Ananies era un saduceu sense ànima. Va convocar astutament al Sanedrí en el moment propici. El procurador Fest havia mort. El successor, Albí, encara no havia pres possessió. Va fer que el sanedrí jutgés a Jaume, germà de Jesús, qui era anomenat Crist, i a alguns altres. Els va acusar d'haver transgredit la llei i els va entregar perquè fossin apedregats. Tots els savis i observants de les lleis de Jerusalem desaprovaren aquesta acció. (Antiguitats judaiques XX, ix, 1).
La càmera sacerdotal del Sanedrí pertanyia majoritàriament a la facció dels saduceus, que eren membres de l'aristocràcia sacerdotal, mentre que els doctors i mestres de la Llei eren fariseus. A l'època de Jesús els procuradors romans nombraven i destituïen als Summes Sacerdots tal com podem comprovar a les Antiguitats judaiques (XVIII, ii, 2), al Talmud i als evangelis que parlen de grans sacerdots en plural, car realment se n'havien destituït a molts i en ser un càrrec vitalici, el títol i la representació com a membres de ple dret al Sanedrí era de per vida. Aquesta situació d'ingerència romana en els costums jueus creà una corrupció en l'elecció arbitrària del president del Sanedrí i fou objecte de comerç.
Segons els evangelis un cop Jesús és pres pels soldats romans és conduït a casa de Caifàs, el gran sacerdot, on s'havien reunit els mestres de la Llei i els notables (Mateu 26, 57). El Sanedrí en aquesta ocasió no es va reunir al Temple de Jerusalem, com era el costum, sinó a casa del Summe Sacerdot d'aquell moment en què després de preguntar-li si és el messies, Jesús contesta:
Sí, sóc jo; i veureu el Fill de l'home assegut a la dreta del Totpoderós i venint amb els núvols del cel (Marc 14, 62)
Després el prenen acusat de blasfèmia i és condemnat a morir lapidat però quan el porten davant de Ponç Pilat, el governador romà de Judea, finalment el condemnà a morir crucificat per sedició perquè: prohibeix de pagar tributs al Cèsar i diu que és el Messies, el rei. (Lluc 23, 2)